# Hummelholm (Brändö, Åland)
Hummelholm är en ö i Åland (Finland). Den ligger i Skärgårdshavet och i kommunen Brändö i landskapet Åland, i den sydvästra delen av landet. Ön ligger omkring 66 kilometer öster om Mariehamn och omkring 220 kilometer väster om Helsingfors.
Öns area är 10,5 hektar och dess största längd är 0,6 kilometer i sydöst-nordvästlig riktning.